# Drepanosticta mojca
Drepanosticta mojca là loài chuồn chuồn trong họ Platystictidae. Loài này được Bedjanic mô tả khoa học đầu tiên năm 2010.